# Botte (Einheit)
Botte hatte drei verschiedene Bedeutungen.
Es war
1. ein Volumenmaß,
2. ein Stückmaß und
3. ein hölzernes Gefäß.

## Volumenmaß
Die Botte, auch Both oder Botta, war ein italienisches Volumenmaß für Flüssigkeiten und entsprach dem Maß Fass. Im Spanischen wurde das Maß auch Botta genannt. Gemessen wurden Wein, Branntwein, Weinessig und auch Zitronensaft. Es stand der Begriff Bott für spanischen Wein. Die Ölbotte glich fast dem Muid. In Frankreich leitete sich der Begriff Bottajo für Böttcher vom Wort Botte ab. In Neapel rechnete man nach einer Verordnung von 1811 (Vergleich bestehender Maße mit metrischen Maßen) zwei Botti auf einen Caro.
Je Region war das Maß Botte in verschiedenen Abhängigkeiten von anderen Maßen.
- Spanien 1 Botta/Pipe = 30 Arobas (Cantaros) = 23.820 Pariser Kubikzoll = 472 Liter[2]
- Portugal 1 Botte = 67 oder 68 Veltes
- Bretagne 1 Botte hatte auch als Grundlage die Velte mit je 4 Pots/Töpfe
- Rom 1 Botte = 3 Brente = 9 Barili = 40 ½ Rubbi = 288 Bocalli = 1152 Foglietti = 20.349 4/5 Pariser Kubikzoll = 409 3/5 Liter
- Sizilien 1 Botte = 4 Salme = 32 Barili = 64 Quartari = 1280 Quartucci = 2560 Caraffe = 5120 Bicchieri = 11,004 Hektoliter[3]
- Sizilien 1 Botte = 100 Quartieri = 25.206 Pariser Kubikzoll = 500 ¾ Liter[2]
- Gallipoli (Sizilien) 1 Botte = 2 ¾ Salme
- Neapel 1 Botte = 12 Barili
- Neapel 1 Botte = 100 Quartieri = 500 Pinte = 5,0266 Hektoliter (in der Praxis 5 Hektoliter)
- Venedig 1 Botte = ½ Anfora = 4 Bigonzi = 16 Quartari = 64 Secchia = 4096 Inguistara
- Venedig 1 Botte = 10 Mastelli = 70 Secchi
- Venedig 60 Botte = 1 Burchio
- Venedig (Ölmaß) 1 Botte = 2 Migliajo = 12,632 Hektoliter[4]
- Venedig (Ölmaß) 1 Botte = 2 Migliajo = 80 Miri = 61.502 Pariser Kubikzoll = 1218 Liter[2]
- Vicenza 1 Botte = 8 Mastelli = 96 Secchie = 960 Ingistare = 72.053 Pariser Kubikzoll = 1388 1/25 Liter[2]

## Stückmaß
Botte war in Frankreich ein Stückmaß im sogenannten Pergamenthandel und wurde mit Botte de Parchemin bezeichnet. Das Maß stand für eine Anzahl Häute, das je Bearbeitungsstand unterschiedliche Menge waren. So entsprachen
- 1 Botte ungeschabte Häute = 3 Dutzend
- 1 Botte geschabte Häute = 18 cahiers zu je 4 Häute oder 6 Dutzend (72 Stück oder Feuilles)[5]

Dann gab es noch:
- 1 Botte de Mouchoirs, die ein Pack von 10 bis 18 Stück ostindischer Tücher war
- 1 Botte de soie = 1 Charge von 16 Onces Organsienseide (Plattseide)
- 1 Botte de chanvre entsprach 1 Ballen Hanf mit etwa 1,5 Zentner in der Champange und Bourgogne.
- In Troyes verstand man unter 1 Botte auch 1 Bund Hanfgarn, wenn es 1 bis 2 Pfund schwer war.
- Das Päckchen Saiten für Musikinstrumente war eine Botte de cordes de boyau.